# جريدة المرأة الإنجليزية
جريدة المرأة الإنجليزية (بالإنجليزية:English Woman's Journal) مجلة كان يتم إصدارها شهريا مابين عامي 1858 و1864م بسعر1 شلن.
بعد عام 1860م تم إعادة نشر المجلة مرة أخرى، حيث أصبحت تنشر عن طريق شركة فيكتوريا بريس للطباعة والنشر في لندن، التي كانت تُدار من قبل الناشطة الحقوقية إميلي فيثفول التي كانت تكتب عن العاملات، وكانت تناقض الممارسات السائدة ضد المرأة في تلك الحقبة.

## روابط خارجية
- جريدة المرأة الإنجليزية (إنجليزية)